# Bradley-Nunatak
Der Bradley-Nunatak ist ein markanter Nunatak im westantarktischen Ellsworthland. In den Pirrit Hills ragt er 16 km südwestlich des Mount Tidd auf.
Seine Position wurde am 7. Dezember 1958 von der US-amerikanischen Ellsworth-Byrd Traverse Party bestimmt. Diese benannte den Nunatak nach dem jesuitischen Geistlichen Edward A. Bradley, der als Seismologe dieser Mannschaft tätig war.